# Recea, Olt
Recea este un sat în comuna Valea Mare din județul Olt, Muntenia, România. Satul Recea este stație de cale ferată.

## Geografie
Recea este situată la 10km de Slatina, fiind pe teren relativ plat cu păduriși spars si cu temperaturi ușor ridicate de proximitatea Râului Olt.

## Populatie
In 2021 recea a avut o populatie de 284 de locuitori, 47.5% de sex feminin iar 52.5% de sex masculin
In alegerile prezidențiale din România, 2025, Recea a avut 286 de votanți cu o participare de 51.44%